# جهانی شدن
جهانی شدن فرایند کنش متقابل و یکپارچگی مردم، شرکت‌ها و دولت‌ها در سراسر جهان است. جهانی شدن به علت پیشرفت فناوری ارتباطات و حمل و نقل رشد کرد. افزایش کنش متقابل جهانی، رشد تجارت، ایده‌ها و فرهنگ بین‌المللی را به همراه دارد. جهانی شدن در درجه اول یک فرایند اقتصادی به صورت کنش متقابل اقتصادی است که با جنبه‌های فرهنگی و اجتماعی همراه است. با این وجود، درگیری و دیپلماسی همواره بخشی از تاریخ جهانی شدن (به ویژه جهانی شدن مدرن) بوده است.
طبق برخی دیدگاه‌های موافق با جهانی شدن، این اتفاق در صورت انسجام می‌تواند سبب گسترش پیوندها و ارتباطات متقابل فراتر از حد دولت‌ها شود و اهمیت محلات و قومیت‌گرایی را به حداقل برساند. یک‌جهانی شدن در حقیقت از پیامدهای نوزایی تمدن صنعتی و انقلاب تکنولوژی و گسترش سرمایه‌داری است که در صورت تحقق دور از فساد و نقص می‌تواند به موجب فرایندهای پیچیده، جوامع مدنی را جایگزین دولت‌شهرهای سنتی کرده و در تعاملی برابر به صورتی متوازن باعث توسعه همگانی گردد.

## تعریف
جهانی شدن در زبان فارسی معادل «Globalization» در زبان انگلیسی در نظر گرفته شده است. در زبان عربی نیز کلمات «العولمة» و «الکوکبة» معادل جهانی شدن یا جهان گرایی ترجمه شده‌اند که عمدتاً کلمه «العولمة» مورد استفاده قرار می‌گیرد.
در رابطه با ارائه تعریفی جامع و مانع از پدیدهٔ جهانی شدن میان صاحب‌نظران و اندیشمندان اجماع نظر حاصل نشده و هر دسته از آنان به تناسب برداشتی که از این پدیده دارند و پیش زمینه‌های ذهنی و ایدئولوژی سیاسی که بدان تعلق دارند تعریف خاصی از این پدیده ارائه داده‌اند. در برخی از این تعاریف، جنبه اقتصادی جهانی شدن غلبه دارد و در برخی دیگر ابعاد سیاسی، فرهنگی یا ارتباطی آن بیشتر مدنظر قرار می‌گیرد.
رابرتسون جهانی شدن را مفهومی می‌داند که محصول فشرده شدن جهان و تشدید آگاهی جهانی است و فرایندی است که وابستگی متقابل افزایش آگاهی مردم از کیفیت جهان به عنوان یک کلیت یکپارچه در قرن بیست و یکم را به همراه داشته است. پراتون جهانی شدن را پدیده‌ای چند وجهی تعریف کرده است به گونه‌ای که به بافت‌های گوناگون کنش اجتماعی، اقتصادی، سیاسی، فرهنگی، نظامی، فناوری و محیط زیست راه پیدا کرده است.
در تعریفی دیگر مارتین آلبرو جهانی شدن را فرایندی دانسته است که براساس آن مردم جهان در یک جامعه واحد و فراگیر جهانی به یکدیگر می‌پیوندند.
امانوئل ریشتر: جهانی شدن شکل‌گیری شبکه‌ای است که طی آن اجتماعاتی که پیش از این در کره خاکی، دور افتاده و منزوی بودند در وابستگی متقابل و وحدت جهانی ادغام می‌شوند.
صندوق بین‌المللی پول جهانی شدن را ادغام وسیع‌تر و عمیق‌تر تعریف می‌کند. به عبارت دیگر، جهانی‌شدن را رشد وابستگی متقابل اقتصادی کشورها در سراسر جهان از طریق حجم و تنوع مبادلات کالا و خدمات و جریان سرمایه در ماورای مرزها و همچنین از طریق پخش گسترده‌تر و وسیع تر تکنولوژی می‌داند. (IMF،۱۹۹۳)
لستر تارو: اقتصاد جهانی بنا به تعریف اقتصادی است که در آن عوامل تولید، منابع طبیعی، سرمایه، دانش فنی، نیروی کار و نیز کالاها و خدمات در سراسر جهان جابه‌جا می‌شوند.
با توجه به تعاریف فوق می‌توان جهانی شدن را فرآیندی در نظر گرفت که در آن مرزهای اقتصادی میان کشورها هر روز کمرنگ‌تر و تحرک روزافزون منابع، تکنولوژی، کالا، خدمات و سرمایه و حتی نیروی انسانی در ماورای مرزها سهل‌تر صورت می‌گیرد و در نتیجه به افزایش تولید و مصرف در کشورها می‌انجامد.
نکته‌ای که در تعریف جهانی‌شدن بایستی مدنظر قرار گیرد پرهیز از یکسان انگاری معانی جهانی شدن با مفاهیم مترادف یا بهتر بگوییم مشابه است. جهان گرایی، بین‌المللی شدن، جهان شمولی، یکپارچگی جهانی، جهان گردی و یکسان‌سازی از جمله مفاهیمی هستند که بعضاً مترادف با پدیده جهانی شدن به کار گرفته می‌شوند در صورتی که هر یک از آن‌ها دارای بار معنایی و مفهومی خاص خود هستند که استفاده از آن‌ها به جای «جهانی شدن» موجب تقلیل در معنا و فضای مفهومی این پدیده خواهد شد.

## تاریخچه

سیستم جهانی در قرن سیزدهم تدوین شده توسط جنت ابو لغد

واژه جهانی شدن نخستین بار برای طرح تحولاتی که در عرصه اقتصادی پدید آمد به کار گرفته شد. پس از آن و بر سیاق مباحث اقتصادی در موضوعات دیگری که دامن گیر ملل متعددی بود، مثل قاچاق مواد مخدر و تروریسم به کار رفت.
متعاقب تحولات شگرفی که در عرصه فناوری و تکنولوژی رخ داد، جریانی ایجاد شد که پیدایش بازار جهانی نخستین پیامد آن بود. در سال‌های پایانی ۱۹۶۰ میلادی تحت تأثیر انقلاب ارتباطات و تقسیم کار جهانی، دامنه جهانی شدن بر کلیه عرصه‌ها و حوزه‌های فرهنگی، سیاسی، اجتماعی و دیگر شئون زندگی ملل سرایت نمود و تمام این حوزه‌ها را متأثر از خود ساخت.

## ویژگی‌های جهانی شدن
- رشد تجارت جهانی و تنوع معاملات بین‌المللی
- رشد بی‌سابقه سرمایه‌گذاری مستقیم خارجی (FDI)و افزایش جریان سرمایه بین‌المللی
- رشد تجارت پول و سرمایه
- جریان آزادانه خدمات تولیدی
- توسعه صنعت گردشگری
- انتقال سریع و رو به رشد گسترش فناوری
- شکل‌گیری شرکت‌های بزرگ چند ملیتی
- تشدید گرایش و تمایل کشورها به عضویت در سازمان‌ها و بلوک‌های اقتصادی منطقه‌ای
- مهاجرت نیروی کار در سطح بین‌المللی
- گسترش ارتباطات و رسانه‌ها و فرایندهای تبادل اطلاعات در سراسر نقاط جهان و پدید آمدن دنیای مجازی ارتباطات و اطلاعات[۲]
- ادغام و تبادل شاخصه‌ها و رفتارهای فرهنگی
- تغییر نگرش‌ها، ایدئولوژی‌ها، هنجارها و…
- نازک‌تر شدن پوسته دولت‌ها و ایجاد پیوندهای میان مردمی

## تحولات رخ داده در سطح بین‌المللی باظهور پدیده جهانی شدن
- تغییر تعریف در واژه‌های کلیدی اقتصاد
- جابه جایی تدریجی قدرت از دولت‌های محلی به نهادهای بین‌المللی و شرکت‌های فراملیتی
- تغییر نظریه‌های حاکم بر اقتصاد
- تغییر در تقسیم کار جهانی از شیوه‌های خوشه‌ای به خطی
- ظهور امپریالیسم جهانی در چارچوب جهانی سازی اقتصادی[۲]

## ابعاد جهانی شدن
جهانی شدن دارای ابعاد و لایه‌های متعددی است که از میان آن‌ها پنج بعد دارای ماهیت متفاوت و اهمیت ویژه‌ای است:

### بعد اقتصادی
سازمان تجارت جهانی یکی از سازمانه‌هایی است که بیانگر جهانی شدن اقتصاد در شرایط حاضر می‌باشد. این سازمان از جهانی شدن بازارهای مالی و گسترش آن‌ها و قراردادهای الزام‌آور برای کشورها، جهانی شدن اقتصاد و تجارت آزاد و حرکت گسترده کالا در میان مرزها را به وجود آورده است.
یکی از اهداف بنیادی جهانی شدن در عرصهٔ اقتصاد، از میان رفتن مرزهای اقتصادی و حذف موانع حقوقی – قانونی در کشورهاست به گونه‌ای که سرمایه‌ها به صورت آزاد در گردش درآیند.

### بعد فرهنگی
بسیاری از روشنفکران و تحلیل گران، پدیدهٔ جهانی شدن را بیشتر با توجه به بعد فرهنگی و اثرات اجتماعی آن مورد توجه قرار داده‌اند. از بعد فرهنگی، جهانی شدن بیشتر  ناظر بر فشردگی زمان و مکان و پیدایش شرایط جدید برای جامعه جهانی و جهانی شدن فرهنگ است. این بعد از جهانی شدن بر اقتصاد و سیاست تفوق دارد و عمده توجه آن بر روی مشکلاتی تمرکز دارد که فرهنگ جهانی با بهره‌گیری از رسانه‌های جمعی برای هویت ملی و محلی به وجود می‌آورد. مبنای تحلیل طرفداران فرهنگ جهانی بر این اصل مبتنی است که رشد فزایندهٔ فناوری وسایل ارتباط جمعی، اینترنت و ماهواره موجب فشردگی زمان و مکان و نزدیکی فرهنگی کشورها شده و از این طریق یک فرهنگ مسلط در سطح جهانی تشکیل داده است.
یکی از ابعاد جهانی‌شدن زبان واحد و جهانی است، امروزه زبان‌هایی مانند زبان انگلیسی این کاربرد را دارند اما دانشمندانی در طول تاریخ زبان‌هایی را مختص به این کار طراحی کرده‌اند. معروف‌ترین و شناخته شده‌ترین زبان فراساخته به این منظور زبان اسپرانتو است. زبان اسپرانتو زبانی بسیار ساده، حتی بسیار ساده‌تر از انگلیسی، منطقی و بیطرف است.

### بعد اجتماعی-سیاسی
این بعد از جهانی شدن موجب می‌شود که افراد و گروه‌ها قدرتمند شده و بتوانند به عنوان گروه‌های ذی‌نفوذ بر روی دولت‌ها تأثیر بگذارند و آن‌ها را تحت تأثیر تصمیمات، برنامه‌ها و خواسته‌های خود قرار دهند. در این بعد از جهانی شدن پرسش از نقش دولت و حکومت در فرایند جهانی شدن است.

### بعد علمی و فناوری
یکی دیگر از ابعاد مهم جهانی شدن است. از این منظر جهانی شدن با انقلاب علمی و دانسته‌های جدید مرتبط است. انقلاب علمی، دانش فنی، ارتباطات و نیروی انسانی نه تنها محرکه اصلی جهانی شدن هستند بلکه جهانی شدن وانقلاب علمی و جهش دانش فنی دوروی جدایی نا پذیر یک سکه محسوب می‌شوند. جهانی شدن به واسطه انقلاب علمی و اطلاعات راه را برای رسیدن به خدمات اطلاع‌رسانی سریع به همهٔ مناطق از طریق تجارت و مبادله آزاد اطلاعات و آموزش همراه ساخته است.